# Real Madrid Baloncesto 2013-2014
Questa voce raccoglie le informazioni riguardanti il Real Madrid Baloncesto nelle competizioni ufficiali della stagione 2013-2014.

## Stagione
La stagione 2013-2014 del Real Madrid Baloncesto è la 58ª nel massimo campionato spagnolo di pallacanestro, la Liga ACB.

## Roster
Aggiornato al 14 luglio 2019.
| Real Madrid 2013-14 | Real Madrid 2013-14 |
| Giocatori           | Staff tecnico       |
| ------------------- | ------------------- |

| N. | Naz.                                            | Ruolo | Nome               | Anno | Alt.   | Peso   |  |
| -- | ----------------------------------------------- | ----- | ------------------ | ---- | ------ | ------ |  |
| 4  | Stati Uniti (bandiera) · Croazia (bandiera)     | P     | Dontaye Draper     | 1984 | 181 cm | 82 kg  |  |
| 5  | Spagna (bandiera)                               | GA    | Rudy Fernández     | 1985 | 196 cm | 83 kg  |  |
| 7  | Spagna (bandiera)                               | A     | Jonathan Barreiro  | 1997 | 202 cm | 90 kg  |  |
| 8  | Spagna (bandiera)                               | P     | Alberto Martín     | 1995 | 184 cm | 75 kg  |  |
| 9  | Spagna (bandiera)                               | AG    | Felipe Reyes (C)   | 1980 | 204 cm | 104 kg |  |
| 11 | Spagna (bandiera)                               | AP    | Dani Díez          | 1993 | 201 cm | 96 kg  |  |
| 12 | Montenegro (bandiera) · Spagna (bandiera)       | AG    | Nikola Mirotić     | 1991 | 208 cm | 108 kg |  |
| 13 | Spagna (bandiera)                               | P     | Sergio Rodríguez   | 1986 | 191 cm | 80 kg  |  |
| 16 | Spagna (bandiera)                               | AP    | Santiago Yusta     | 1997 | 201 cm | 84 kg  |  |
| 20 | Stati Uniti (bandiera) · Azerbaigian (bandiera) | G     | Jaycee Carroll     | 1983 | 188 cm | 81 kg  |  |
| 21 | Stati Uniti (bandiera)                          | AP    | Tremmell Darden    | 1981 | 194 cm | 91 kg  |  |
| 23 | Spagna (bandiera)                               | G     | Sergio Llull       | 1987 | 190 cm | 94 kg  |  |
| 30 | Grecia (bandiera)                               | C     | Iōannīs Mpourousīs | 1983 | 215 cm | 122 kg |  |
| 44 | Stati Uniti (bandiera)                          | AC    | Marcus Slaughter   | 1985 | 204 cm | 106 kg |  |
| 50 | Tunisia (bandiera)                              | C     | Salah Mejri        | 1986 | 217 cm | 107 kg |  |

| Allenatore                                                                                |
| - Pablo Laso                                                                              |
| Assistente/i                                                                              |
| - Jota Cuspinera - Hugo López Legenda - (C) Capitano - (IN) Inattivo - Infortunato Roster |

## Mercato

### Sessione estiva
| Acquisti | Acquisti           | Acquisti       | Acquisti      | Acquisti |
| R.a      | Nome               | da             | Modalità      |          |
| -------- | ------------------ | -------------- | ------------- | -------- |
| C        | Salah Mejri        | Obradoiro      | definitivo    |          |
| AP       | Dani Díez          | San Sebastián  | fine prestito |          |
| C        | Iōannīs Mpourousīs | Olimpia Milano | definitivo    |          |
| P        | Jorge Sanz         | Obradoiro      | fine prestito |          |

| Cessioni | Cessioni              | Cessioni        | Cessioni       | Cessioni |
| R.       | Nome                  | a               | Modalità       |          |
| -------- | --------------------- | --------------- | -------------- | -------- |
| AP       | Martynas Pocius       | Žalgiris Kaunas | fine contratto |          |
| AP       | Carlos Suárez         | Málaga          | fine contratto |          |
| C        | Guillermo Hernangómez | Siviglia        | prestito       |          |
| C        | Rafael Hettsheimeir   | Málaga          | fine contratto |          |
| C        | Mirza Begić           | Olympiakos      | fine contratto |          |
| P        | Jorge Sanz            | Fuenlabrada     | fine contratto |          |